# Carpineto
Carpineto (/karpiˈneto/, in corso Carpinetu /kɛrpiˈnɛdu/) è un comune francese di 26 abitanti situato nel dipartimento dell'Alta Corsica nella regione della Corsica.

## Società

### Evoluzione demografica
Abitanti censiti